# カント (路線)
カント (cant) とは、軌道や道路の曲線部において、外側のレールまたは路面を内側よりも高くすること、またはその高低差のことである。道路の場合には横断勾配（おうだんこうばい）や片勾配（かたこうばい）、バンク (bank) とも呼ばれる。
カントを設けることにより、通過車両に作用する重力と遠心力の合力が、軌道面の線路中心に対して垂直に近い角度で指すように作用することで超過遠心加速度を打ち消すようになっている。これにより曲線を安定して通過できるようになり、また乗り心地が向上する。カントの量は曲率半径と通過する車両の速度によって決められ、半径が小さいほど、また速度が大きいほど大きなカント量が必要となる。また、半径の小さい曲線では最大限のカントを設けても高速で通過する列車に対してカント不足が生ずるため、様々な機構の車体傾斜式車両を導入することでカントの不足を補い、曲線区間の通過速度を向上させる例も見られる。
カント量は連続的に変化させなければならないので、直線区間と曲線区間の境界や曲率半径が変化する場所では緩和曲線区間で徐々にカントを大きくする。S字カーブなど、緩和曲線を十分にとれない場合はカントの不足や超過が発生し、走行安定性や乗り心地が損なわれる。

## 鉄道

### 線路におけるカント

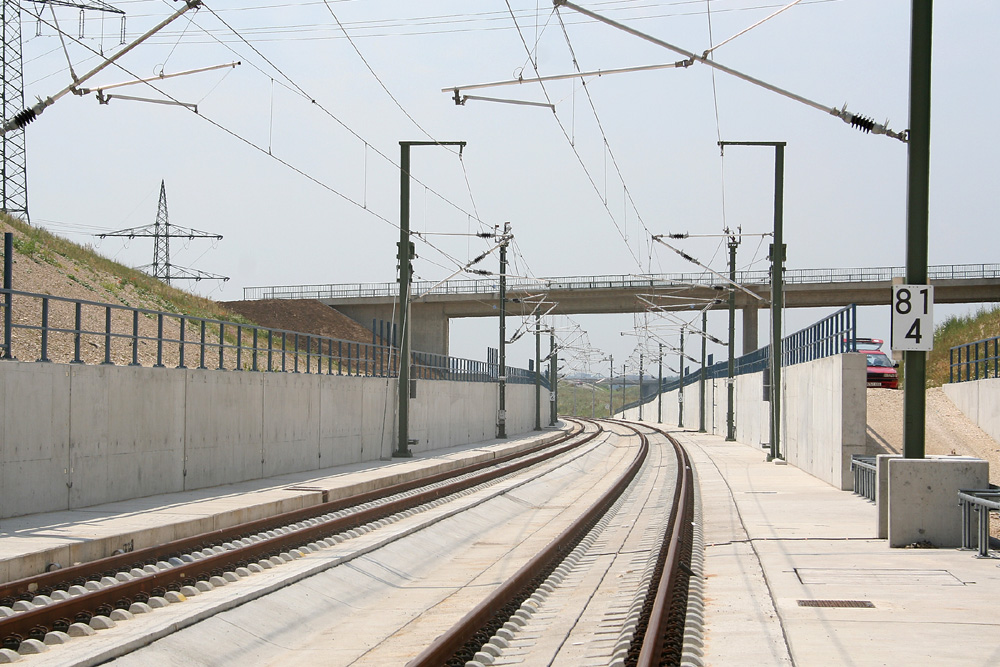
鉄道におけるカント（ニュルンベルク-インゴルシュタット-ミュンヘン高速線）

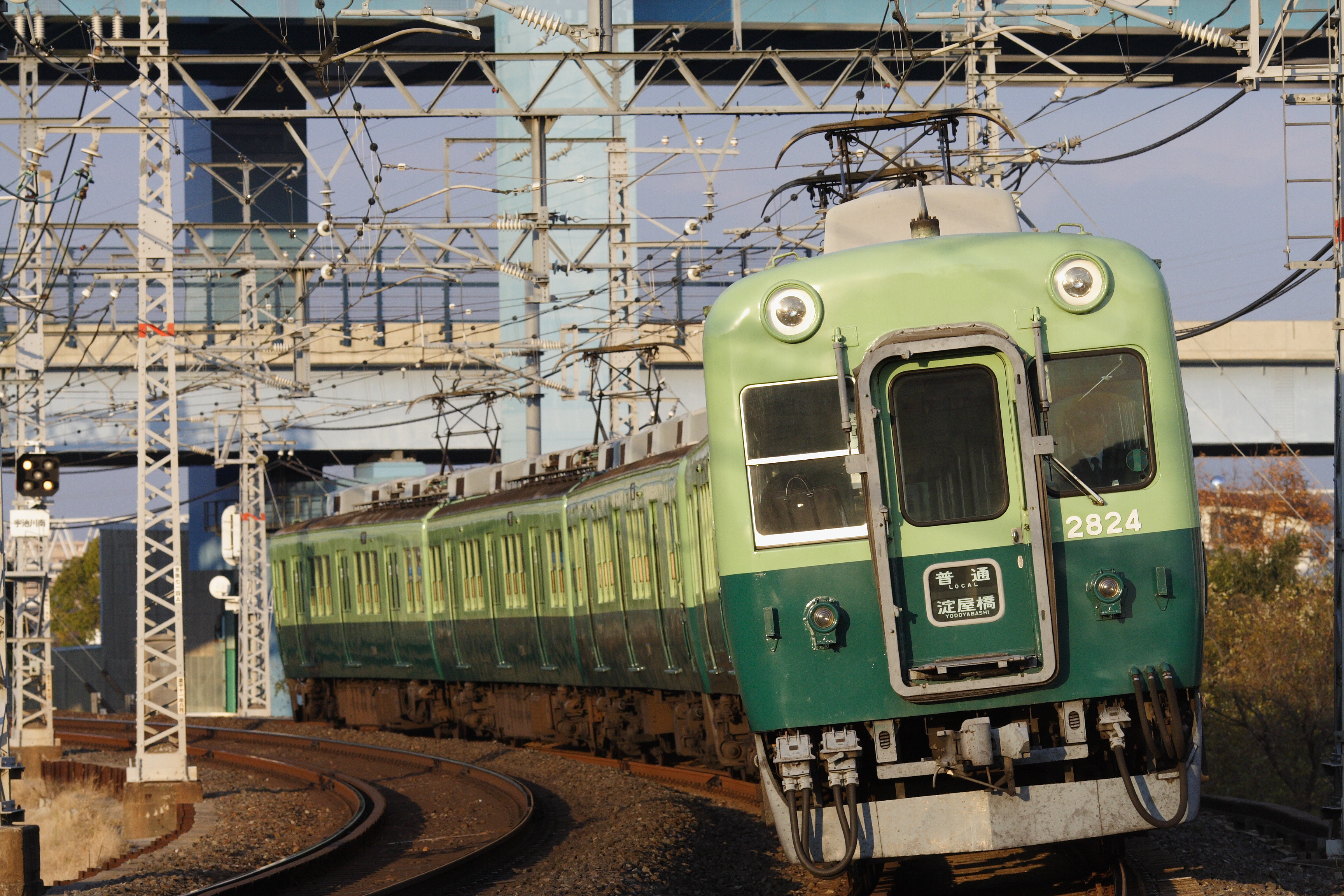
京阪本線のカーブを通過する列車。カントにより内側（左）に傾いている

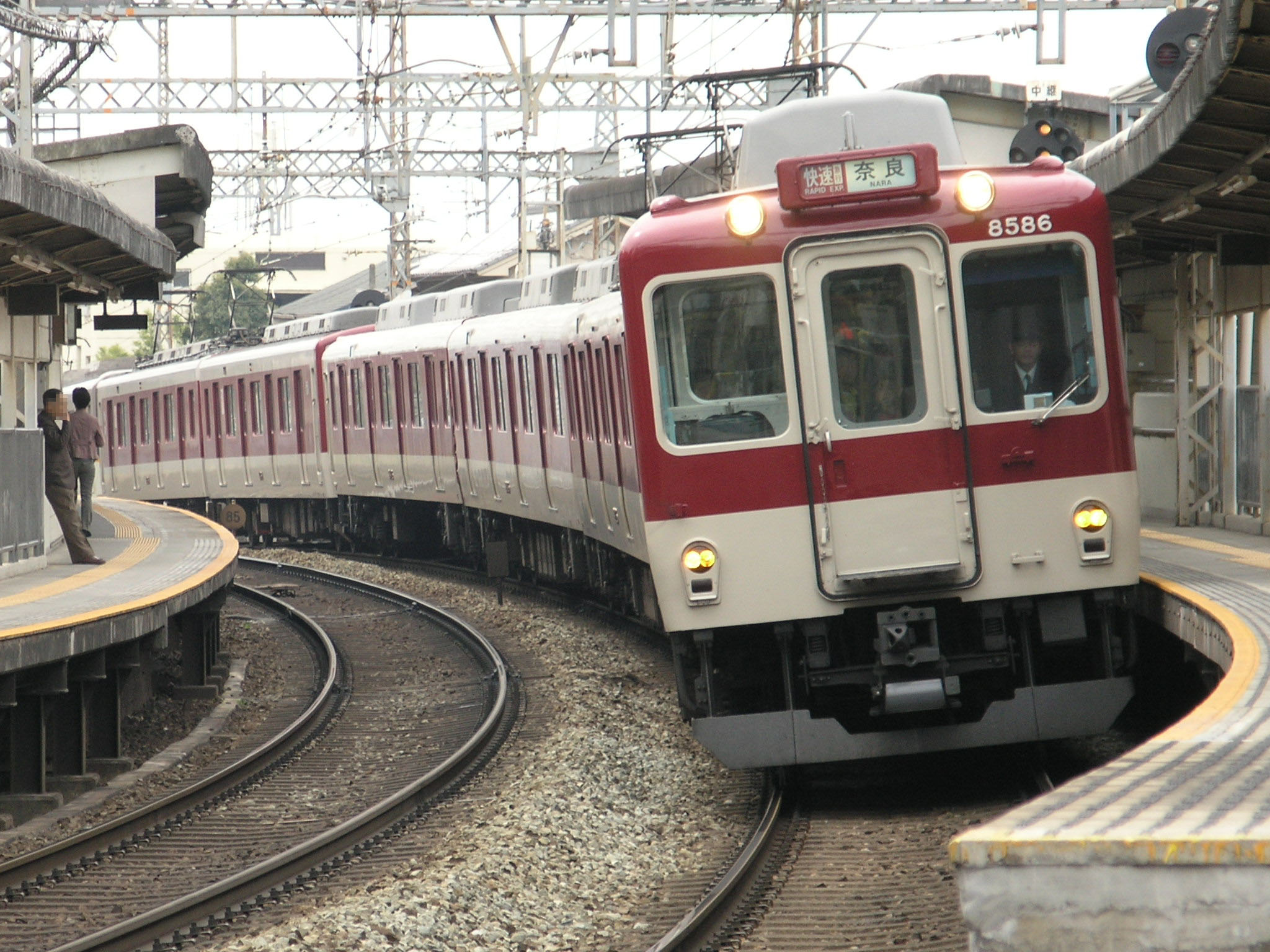
近鉄奈良線枚岡駅を通過する快速急行。停車列車がある場合は傾いて停車するので乗り降りしにくくなる。

カントには、設定カント量とカント不足量がある。設定カント量とは、曲線を通過する列車の平均速度で設定されたカント量である。その上限である最大カント量には、車両が曲線を低速で通過する際、曲線の外側からの強風による転覆防止と車体の傾斜で乗客が不快感及び不安感を覚えない乗り心地の面から限界があり、JRの場合、新幹線（標準軌）では東海道新幹線は200mmで、それ以外は180mm（実際はそれ以下の方が多い）、在来線（狭軌）では105mm、標準軌私鉄では150mmとされており、西欧の標準軌の場合は150 - 160mmとしている。一方、カント不足量は、曲線での最高速度に対応したカント量と曲線での平均速度で設定された設定カント量の差を指す。設定カント量の平均速度を超過すると、カント不足による超過遠心加速度が働き、安全性や乗り心地に影響を与える。このため上限が設定されており、曲線での遠心力と重力の合力の作用点を軌道中心から軌道間（線路の間の長さ）の1/8以内（安全比率4）とした場合では、在来線の狭軌で100mm、標準軌で150mmとなり、新幹線で90mmとしている。
乗り心地による左右加速度の限界は0.08G（2.8km/h/sec)が目安とされている。これを元にカント不足量を算定する場合、車両の枕ばねなどのたわみを考慮した余裕を見込む必要がある。そのため、現行規程では、狭軌在来線での一般車両で60mm、一般の特急形車両で70mm、振り子式特急形車両で110mm、新幹線で90mmと安全性の制約により低めの数値となっている。
その他にも、カントによって車両が傾くため、風による車両の転覆の危険が高まる。カント不足の場合では内側の風、カント超過の場合には外側の風により安全比率が低下するが、後者の方が危険になる場合が多い。また、カント超過の場合の外側の風による車両を転覆させようとする力は、超過遠心力と重力分力の差の項、振動慣性力の項、風圧力の項の合成力になる。また、転覆に対する危険の限界値は、停止時では安全比率で1.5、通過時には安全比率で1.2となる。
カント付きの曲線では、直線区間と比べ車両から線路にかかる力が大きくなるため、より多くの枕木やバラストが必要になる。
また、何らかの理由でカント量の高い区間に列車が停止した場合に、つり革などを掴めていない立ち席客が倒れたりするトラブルも時々ある。

### 緩和曲線とカントとの関係
曲線に設定されたカントは、曲線外での緩和曲線では徐々に減少させるとともに、緩和曲線の曲線半径を徐々に大きくさせる必要がある。それにより、車両に働く曲線での遠心力をカントと釣り合わせることができる。また、在来線の場合の曲線のカント量は、規定の制限速度に対応したカント量より低めであることが多い。これは、直線から曲線までに至る緩和曲線によりカントが抑えられ、曲線でのカント量を大きくできないためである。緩和曲線の長さは線路等級により異なるが、軸重抜け（輪重抜け）の回避と乗り心地の悪化防止の観点から、カント量の400 - 1000倍とされている。この倍率は車軸の軸距（固定軸距）が長い二軸貨車での場合であり、車軸の軸距が短いボギー台車を使用している電車専用線ではこの倍率は低く抑えられる。

## ローラーコースター
ローラーコースター（ジェットコースター）は主に重力で動く（巻き上げ式や加速式によるエネルギーで走行する）ため、その車体は動力が不要で軽く、レールを車輪が挟み込む構造が可能となっている。そのため鉄道に比べて脱線・横転の発生しづらいローラーコースターは、カントを増やして曲線を高速走行することができる。
マッドマウス等、一部小型で単車両のローラーコースターではカントが無く、カーブの際に遠心力を味わう事ができる。近年ではカーブの内側にカントが付けられた、いわゆる「逆カント」を取り入れたものも現れているが、これらは十分な速度制御によって実現可能になったものである。

## 自転車競技場
自転車競技場では、ロール軸の角躍度を最小化するために、横断勾配の規定を含むマッコーネル曲線等の緩和曲線が使われている。